# میشل فیشباخ
میشل لوئیز هلن فیشباخ (‎/ˈfɪʃbɑːk/‎ FISH-bahk ; née St. Martin ; متولد ۳ نوامبر ۱۹۶۵) یک وکیل و سیاستمدار آمریکایی است که نماینده ایالات متحده از ناحیه هفتم کنگره مینه سوتا است. این ناحیه که بسیار روستایی است، از نظر مساحت بزرگ‌ترین ناحیه مینه‌سوتا است و بیشتر بخش غربی ایالت را شامل می‌شود. فیشباخ که یک جمهوری‌خواه بود از سال ۲۰۱۸ تا ۲۰۱۹ به عنوان چهل و نهمین فرماندار مینه سوتا خدمت کرد.
او به عنوان کارآموز رودی بوشویتس درگیر سیاست شد.